# Tenório
Tenório este un oraș în Paraíba (PB), Brazilia.